# World Series 1960
Le World Series 1960 sono state la 57ª edizione della serie di finale della Major League Baseball al meglio delle sette partite tra i campioni della National League (NL) 1959, i Pittsburgh Pirates, e quelli della American League (AL), i New York Yankees. A vincere il loro terzo titolo furono i Pirates per quattro gare a tre.
La serie fu decisa dal fuoricampo di Bill Mazeroski nel nono inning di gara 7. Fatto insolito fu che la squadra perdente segnò più del doppio dei punti di quella vincente, con gli Yankees che vinsero tre gare nettamente (16–3, 10–0, and 12–0), mentre i Pirates ne vinsero quattro equilibrate (6–4, 3–2, 5–2, and 10–9). Il miglior giocatore della serie fu Bobby Richardson degli Yankees, l'unico caso della storia in cui il premio fu assegnato a un giocatore della squadra perdente.
Questa serie vide la presenza di sette MVP stagionali: i Pirates ne ebbero due, Dick Groat (1960) e Roberto Clemente (1966), mentre gli Yankees cinque: Yogi Berra (1951, 1954, 1955), Bobby Shantz (1952), Mickey Mantle (1956, 1957, 1962), Roger Maris (1960, 1961) e Elston Howard (1963).

## Sommario

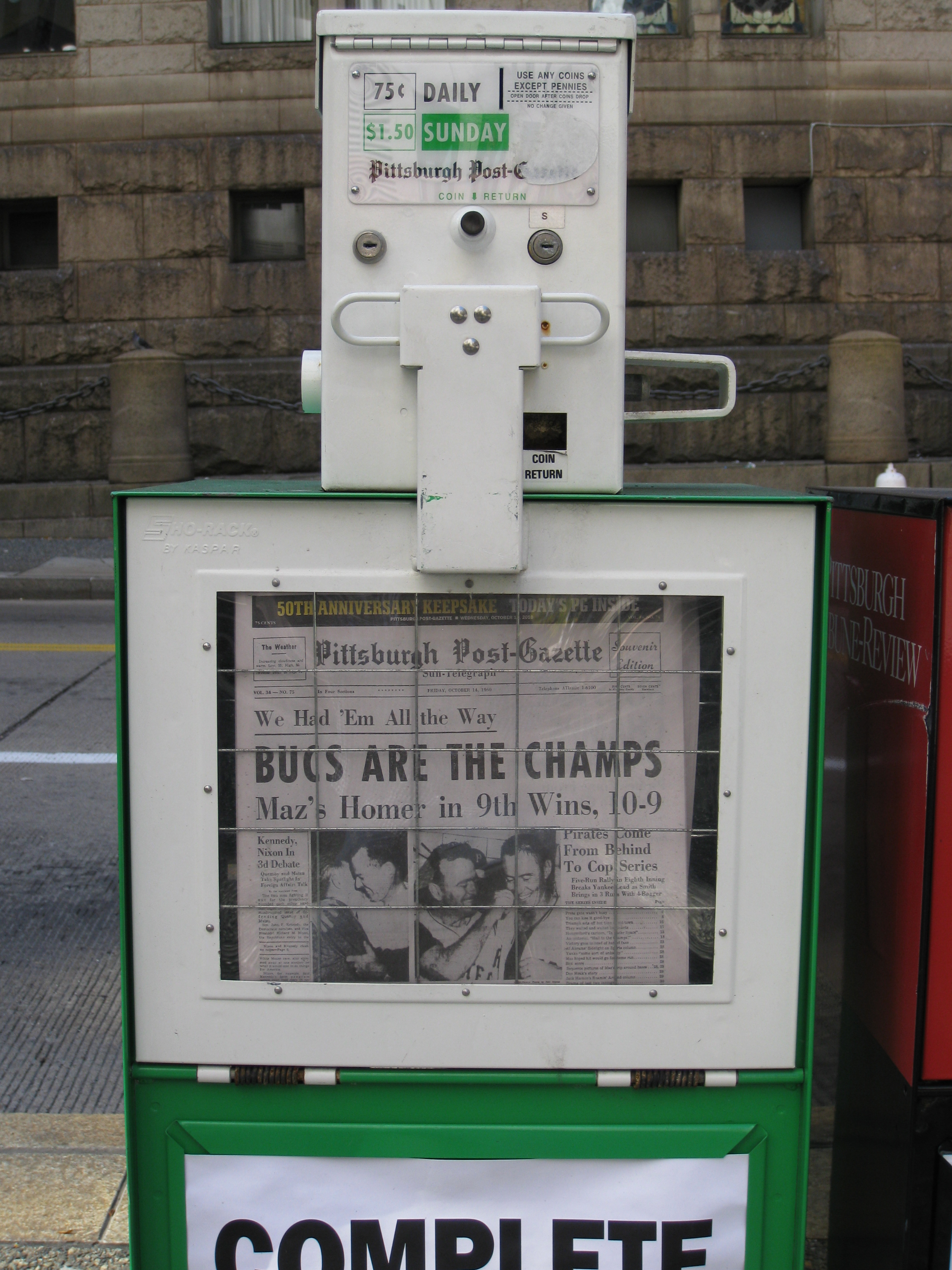
La ristampa del Pittsburgh Post-Gazette il 13 ottobre 2010, per festeggiare il cinquantenario della vittoria di gara 7

Pittsburgh ha vinto la serie, 4-3.
| Gara | Daa        | Punteggio                                     | Stadio         | Tempo | Pubblico |
| ---- | ---------- | --------------------------------------------- | -------------- | ----- | -------- |
| 1    | 5 ottobre  | New York Yankees – 4, Pittsburgh Pirates – 6  | Forbes Field   | 2:29  | 36.676   |
| 2    | 6 ottobre  | New York Yankees – 16, Pittsburgh Pirates – 3 | Forbes Field   | 3:14  | 37.308   |
| 3    | 8 ottobre  | Pittsburgh Pirates – 0, New York Yankees – 10 | Yankee Stadium | 2:41  | 70.001   |
| 4    | 9 ottobre  | Pittsburgh Pirates – 3, New York Yankees – 2  | Yankee Stadium | 2:29  | 67.812   |
| 5    | 10 ottobre | Pittsburgh Pirates – 5, New York Yankees – 2  | Yankee Stadium | 2:32  | 62.753   |
| 6    | 12 ottobre | New York Yankees – 12, Pittsburgh Pirates – 0 | Forbes Field   | 2:38  | 38.580   |
| 7    | 13 ottobre | New York Yankees – 9, Pittsburgh Pirates – 10 | Forbes Field   | 2:36  | 36.683   |

## Hall of Famer coinvolti
- Umpire: Nestor Chylak
- Pirates: Roberto Clemente, Bill Mazeroski
- Yankees: Casey Stengel (man.), Yogi Berra, Whitey Ford, Mickey Mantle